# Yamamadí
Jamamadí (Amamati, Hyamamady, Iamamadi, Jamamadi, Jamamadí, Jamamandy, Yamamadi, Yamamandi), pleme Arauan Indijanaca raspršeno na području od preko 200,000 četvornih milja (320,000 km²) u brazilskoj državi Amazonas. Sastoje se od nekoliko lokalnih imenovanih skupina kao što su Mamoria (12), Tukurina i Jamamadí, od kojih svaka govori posebnim dijalektom. Jedan njihov ogranak su možda Kanamanti. Dijalekti: bom futuro, jurua, pauini, mamoria (mamori), cuchudua (maima), tukurina.